# Themidaceae
Classification APG II (2003)
Famille
Classification APG III (2009)
Répartition géographique
La famille des Thémidacées (Themidaceae) regroupe des plantes monocotylédones ; elle comprend 62 espèces réparties en une dizaine de genres :
- Androstephium, Bessera, Bloomeria, Brodiaea, Dandya, Dichelostemma, Milla, Petronymphe, Triteleia, Triteleiopsis.

Ce sont des plantes herbacées à bulbes originaires d'Amérique du Nord, voisines des Alliacées, famille dans laquelle elles ont été souvent placées.

## Étymologie
Le nom vient du genre Themis, que le botaniste Salisbury attribua à ce genre sans autre explication que de le qualifier de « Nomen Poeticum », Thémis étant la déesse de la justice dans la mythologie grecque.

## Classification
En classification classique de Cronquist (1981) cette famille n'existe pas, et ces plantes sont assignées aux Liliacées.
La classification phylogénétique APG II (2003) accepte cette famille, ou inclut ces plantes, optionnellement, à la famille Asparagaceae.
En classification phylogénétique APG III (2009) cette famille est invalide et ses genres sont incorporés dans la famille Asparagaceae.